# 王光寅
王光寅（1926年—2012年），男，江苏扬州人，中国数学家，曾任中国科学院数学研究所研究员、博士生导师，中国数学会理事。